# 리병남
리병남(李炳男, 1903년 12월 9일 ~ 1977년 2월 18일)은 일제강점기의 소아과 의사이자 조선민주주의인민공화국의 정치인, 의학자이다. 제1기 최고인민회의 대의원과 초대, 3대, 5대~7대 보건성 보건상, 조선적십자회 중앙위원회 위원장 등을 역임하였다.
1948년 9월 조선민주주의인민공화국 최고인민회의 제1차회의에 대의원이 되고 1948년 첫 보건상이 되었으며, 1955년부터 보건상 겸 조선적십자회 중앙위원회 위원장, 1960년부터 조선의학과학원 부원장을 지냈다.

## 생애
일제 강점기 경기중학교를 거쳐 경성제국대학 의학부를 졸업하고, 경성제국대학 교수로 있다가 조선총독부와 갈등, 1942년 교수직을 그만두고 경성부 종로에서 리병남소아과의원을 운영하였다.
1945년 해방 후, 9월 조선소아과학회(대한소아과학회의 전신)의 창립에 참여하였다. 그해 10월, 명주완 등의 권고로 교수가 부족한 모교 서울대학교 의과대학의 소아과 교수가 되었다. 해방 정국에서 남조선의학협회 부회장 겸 서울시의사회 부회장, 남조선보건연맹 보건정책위원장 등을 맡아 활동하였으나 좌파 단체에 가담한 일로 두 번 체포되었다. 1946년 1월부터 신탁통치 반대 운동이 사회적 논란이 되자 당시 대학교수들은 윤일선 등의 주도로 정치 문제에는 개입하지 않기로 하였으나 리병남은 좌파 진영의 민전 보건전문위원이 되었다.
서울대학교 의과대학 소아과 교수로 재직 중, 1947년 좌파 투쟁에 참가했다는 이유로 해직되어 다시 종로에서 개인병원을 개원하였다. 1948년 남북협상을 지지, 그해 4월 남북협상에 참여차 평양을 방문했다가 월남하지 않고 정착하였다.
그해 8월 최고인민회의 1기 대의원에 당선되고, 9월 9일 조선민주주의인민공화국 정부 수립 후, 초대 보건상에 임명되었다. 그해 12월 일시적으로 물러났다가 1949년 9월 다시 보건상이 되었다.
1955년 다시 조선민주주의인민공화국 보건상이 되고, 그해 조선적십자회 중앙위원회 위원장에 임명되었다. 1957년 9월 20일 내각 개편 때 다시 보건상에 임명되었다. 1959년 7월 6일 다시 보건상에 재임명되고, 1960년 조선의학과학원 부원장이 되어 임종 직전까지 재직하였다.

## 가족 관계
- 딸 리원녕(1932년 - ?)

## 같이 보기
- 남북협상
- 보건성